# KSK Beveren
KSK Beveren is een Belgische voetbalclub uit Beveren met stamnummer 2300 en met geel en blauw als kleuren. De club werd in haar bestaan tweemaal landskampioen en won tweemaal de Beker van België. De mannentak van de club werd in 2010 tijdelijk opgeheven, tot 2022 speelde enkel nog de vrouwenploeg bij de KBVB onder stamnummer 2300. In 2022 werd na een akkoord met  Waasland-Beveren het stamnummer terug vrijgegeven voor mannenvoetbal waardoor de club sinds het seizoen 2022-23 opnieuw met een mannenploeg aantreedt. KSK Beveren is de eerste voetbalclub in België die volledig door supporters bestuurd wordt en gebonden is door de principes van Supporters Direct.

## Geschiedenis

Historisch logo

### Oprichting
Voor het ontstaan van het uiteindelijke SK Beveren, waren er al clubs actief in Beveren. Op 28 mei 1926 sloot de Beverse club Standaard Football Club Beveren-Waes zich aan bij de Belgische Voetbalbond en kreeg stamnummer 737 toegewezen. De club verdween echter op 28 mei 1931.
Op 1 juli 1934 richtte men in Beveren de club opnieuw op onder de naam Voetbalclub Sportkring Beveren. Een jaar later, op 6 september 1935, sloot deze club zich officieel aan bij de Belgische Voetbalbond onder de naam Sportkring Beveren-Waes en kreeg stamnummer 2300 toegewezen.
In het seizoen 1943-1944 bereikte Beveren voor het eerst de hoogste provinciale reeks. Na twee vierde plaatsen strandde de club op een tweede plaats in 1947. Een ontgoochelend seizoen met een achtste plaats als resultaat werd ten slotte gevolgd door de titel in de reeks in 1949.
Dat jaar promoveerde men voor het eerst naar de nationale Derde Klasse. De club bleef er spelen tot men in 1960 degradeerde naar het nieuw gecreëerde Vierde Klasse.

### Promotie van 4e Klasse naar 1e Klasse in 6 jaar tijd met de Gouden generatie
Na drie jaar in Vierde Klasse pakte SK Beveren-Waas er de titel in zijn reeks en kon het in '63 terugkeren naar Derde Klasse. De club maakte de daaropvolgende jaren een sterke opmars, in drie seizoenen Derde Klasse pakte men ook daar de titel en promoveerde de club in 1966 naar Tweede Klasse. Onder impuls van 'de Gouden generatie' die bestond uit spelers als: Wilfried Van Moer, Paul Vangenechten, Jean Janssens, Omer Janssens, Robert Rogiers en Freddy Buyl. Trainer Guy Thys werd gecontracteerd en onder zijn leiding speelde SK Beveren-Waas zijn eerste jaar in Tweede kampioen. De club promoveerde zo in 1967 voor het eerst in haar bestaan naar Eerste Klasse, het hoogste nationale niveau in België. Ze dwong zelfs Europees voetbal af in het seizoen 1969-1970 door vijfde te eindigen in de eindstand. Daardoor mocht ze in het seizoen 1970-1971 aantreden in de Jaarbeursstedenbeker (de voorloper van de Uefacup), SK Beveren-Waas schakelde in de 2e ronde verrassend Valencia uit maar Arsenal was in de derde ronde een maatje te groot.
SK Beveren-Waas bleef in Eerste Klasse tot 1972 en degradeerde toen terug naar Tweede, maar dankzij de titel kon men reeds na een jaar terugkeren naar Eerste Klasse.

### Eind jaren '70 en begin jaren '80: de jaren van 'klein Anderlecht'
In 1978 verkortte de club zijn naam tot Sportkring (SK) Beveren en dat markeerde het begin van de 'Gouden Jaren'. In dat seizoen bereikte SK Beveren voor het eerst de finale van de Beker van België: de beker werd bovendien gewonnen door Charleroi met 2-0 te verslaan. Het daaropvolgende seizoen haalde SK Beveren zijn grootste succes tot dan toe in de competitie, de club werd voor het eerst in zijn bestaan landskampioen. Ook Europees was SK Beveren dat seizoen bijzonder succesvol, het schakelde Inter Milaan uit in de kwartfinale van de Europacup 2, door in San Siro 0-0 gelijk te spelen en thuis met 1-0 te winnen. Het verloor pas in de halve finale van FC Barcelona de latere winnaar van de Europacup 2, door uit en thuis met 1-0 te verliezen. Aan beide goals van Barcelona hingen echter een reukje, waaronder een onterecht gefloten penalty in het Camp Nou die de 1-0 inleidde, SK Beveren was zeker niet de mindere van deze Europese grootmacht. Mede hierdoor stond SK Beveren in die periode gekend als het 'klein Anderlecht', het speelde met spelers als Jean-Marie Pfaff, Paul Vangenechten, Heinz Schönberger, Erwin Albert, Marc Baecke, Albert Cluytens, Wim Hofkens, Jean Janssens, Eddy Jaspers en Freddy Buyl. In die periode wonnen Pfaff (1978) en Janssens (1979) de Gouden Schoen en kroonde Albert zich tot Topschutter van Eerste Klasse. In 1980 volgde een tweede bekerfinale die echter met 2-1 verloren werd van Waterschei. 
Verschillende spelers maakte het tot Belgisch international, met Pfaff, Baecke en Van Moer werden zelfs 3 spelers geselecteerd voor het Wereldkampioenschap voetbal 1982 in Spanje. 
In 1983 bereikte SK Beveren voor de derde maal in vijf jaar tijd de finale van de Beker van België, en won het zijn 2e beker door Club Brugge met 3-1 te verslaan in een met 45.000 toeschouwers uitverkocht Heizelstadion. In 1984 werden SK Beveren voor de 2e keer Kampioen van België met spelers als Heinz Schönberger, Ronny Martens, Erwin Albert, Marc Baecke, Peter Creve, Filip De Wilde, Julien Lodders, Eddy Jaspers, Danny Pfaff en Paul Theunis. Bij het 50-jarige bestaan in 1984 kreeg de club de Koninklijke titel en ging het voortaan als Koninklijke Sportkring (KSK) Beveren verder, deze naamsverandering bracht echter niet het succes zoals de vorige naamsverandering dit wel bracht.

### Eind jaren '80 en '90: neergang
Na het kampioenschap van 1984 vertrokken de beste spelers en waren er veel op het einde van hun carrière, hierdoor zakte het niveau en werden de resultaten steeds slechter. Uitschieter was een 4e Finale in de Beker van België '85, deze werd na de gebeurtenissen van het Heizeldrama de week ervoor in het Constant Vanden Stockstadion gespeeld, na een discutabele penalty in de allerlaatste minuut van de reguliere speeltijd bleef het 1-1 en werd na het nemen van strafschoppen verloren van Cercle Brugge. In 1990 zakte men na een onafgebroken verblijf van 17 jaar in de hoogste afdeling terug naar Tweede Klasse. Het verblijf in Tweede Klasse bleef echter beperkt tot één seizoen. Dankzij coach Johan Boskamp bracht KSK Beveren voor het eerst sinds lang weer aanvallend voetbal en was er terug sfeer in het Freethiel stadion. Het betekende ook de doorbraak van Peter van Vossen die een transfer naar Anderlecht wist te versieren en 3 jaar later als eerste ex-Beverenspeler met Ajax de Champions League wist te winnen. In het seizoen 1992-1993 scoorde Marnik Bogaerts het duizendste doelpunt van KSK Beveren in de eerste Klasse. Boskamp legde de basis voor een opleving en onder Jos Daerden volgden zorgeloze seizoenen in de middenmoot met meerdere mooi uitschieters tegen topclubs, het seizoen 1995-1996 startte nog in de lijn van de vorige seizoenen, maar na enkele maanden zakte de ploeg volledig weg met uiteindelijk als gevolg de degradatie naar Tweede Klasse in mei 1996. Een jaar later, in mei 1997 volgde opnieuw de promotie naar het hoogste niveau nadat KSK Beveren op de slotspeeldag als leider naar FC Turnhout trok en daar de kampioenstitel veroverde na een 1-2-zege. De financiële problemen eisten echter hun tol, waardoor het niveau jaar na jaar verder daalde. De jaren die daar op volgden kon KSK Beveren zich telkens op het nippertje van degradatie redden.

### Begin jaren 2000: de wederopstanding met de Ivoriaanse spelers
Tijdens het seizoen 2001-2002 eindigde KSK Beveren op de achttiende plaats maar werd gered van degradatie doordat Eendracht Aalst en RWDM geen licentie kregen. Voorzitter Frans van Hoof benoemde hierop Jean-Marc Guillou tot technisch directeur en gaf hem grote vrijheid inzake het beleid van de club. KSK Beveren dat financieel en sportief zwaar in de problemen zat herleefde de daarop volgende seizoenen dankzij de komst van vele jonge Ivoriaanse spelers uit de voetbalacademie ASEC Mimosas van Guillou  uit Abidjan, (Ivoorkust). En een door Guillou verwezenlijkte samenwerking met Arsenal waar zijn vriend Arsène Wenger trainer was, hierdoor werden spelers zoals Graham Stack en Igors Stepanovs aan KSK Beveren verhuurd. Echter werd van begin af aan duidelijk dat de samenwerking met Arsenal niet bracht wat er van verwacht werd, zo werden met mondjesmaat spelers van mindere kwaliteit in Beveren gestald. Gelukkig waren de jonge Ivoriaanse spelers van een uitzonderlijk hoog niveau. Sommigen van hen kwamen na hun doorgang bij KSK Beveren bij de absolute Europese top terecht, zoals Eboué en Gervinho bij Arsenal, Boka bij Stuttgart en Romaric bij Sevilla om de belangrijkste te noemen. Yaya Touré wist zelfs met FC Barcelona de Champions League 2009 te winnen en werd zo de tweede ex-Beveren speler die de hoogste Europese prijs won.
In het seizoen 2003/04 speelde KSK Beveren voor de 5e keer in zijn bestaan een finale van de Beker van België, de tegenstander was Club Brugge de Finale vond plaats in het Koning Boudewijnstadion. KSK Beveren verloor met 4-2, maar kreeg toch een ticket voor de UEFA Cup omdat Club Brugge tweede was geworden in de competitie en naar de voorrondes van de Champions League mocht. KSK Beveren slaagde erin de 1e ronde van het Uefa Cup seizoen 2004-2005 te overleven en door te stoten naar de pouleronde. Mede door een gebrek aan ervaring kon KSK Beveren geen enkele wedstrijd winnen en werd het uitgeschakeld.  De met 1-0 verloren match op Heerenveen op 15 december 2005 stond tot 2022 te boek als de laatste Europese wedstrijd van KSK Beveren.

### Eind jaren 2000: het begin van het tijdelijk einde
Op 9 maart 2006 werden trainer Vincent Dufour en manager Jean-Marc Guillou aan de deur gezet. Edy de Bolle promoveerde daardoor voorlopig van hulptrainer tot hoofdtrainer. Voor seizoen 2006/07 werd Walter Meeuws aangetrokken als de nieuwe trainer. Hij werd in maart 2007 echter op non-actief gezet na slechte resultaten. Edy De Bolle nam over tot het einde van het seizoen, dat moeilijk verliep. Vooral in de terugronde haalde de club nauwelijks resultaten, en haalde slechts een overwinning binnen. In mei, kort voor het seizoenseinde, werd er gesproken met KSC Lokeren over een mogelijke fusie, met het doel een sterke club in het Waasland te vormen, wat op verzet van veel supporters stuitte. Deze onderhandelingen sprongen uiteindelijk af. Na 3-2-verlies op Sint-Truidense VV op de allerlaatste speeldag, zakte Beveren naar de laatste plaats in de competitie, en degradeerde zo na tien seizoenen terug naar Tweede Klasse.
Als daler begon Beveren aan het seizoen 2007/08 bij het kransje favorieten voor promotie, en na een aarzelende start onder coach en oud-international Alex Czerniatynski werkte Beveren zich tot op een plekje tussen de eindrondekandidaten. De goals van nieuwkomer Ebrahim "Ibou" Savaneh speelden daar een niet verwaarloosbare rol bij, hij werd uiteindelijk met 21 competitiedoelpunten tweede in de topschuttersranking. Beveren had echter nog steeds geldzorgen, en de kern bestond intussen uit meer en meer jeugdspelers die hun kans kregen. Mede hierdoor kreeg Beveren in de terugronde een terugval te verwerken, en eindigde de ploeg uiteindelijk pas op een gedeelde negende plaats. Via de actie "KSKB olé" werd er echter zo'n 600.000 euro ingezameld om het seizoen uit te doen. Voorzitter Dirk Verelst kon dus verdergaan met zijn plannen. Na dit seizoen verdwenen de laatste Ivorianen en werd er voor velen een tijdperk afgesloten.
Tezamen met het aanwerven van twee oud-Beverenspelers, Marc Van Britsom en Heinz Schönberger, als hulptrainers en enkele transfers werd een signaal gegeven aan de supporters dat Beveren zich niet wou neerleggen bij een kleurloos bestaan in Tweede Klasse. Het seizoen 2008-2009 leek echter wel een herhaling van het vorige. De ploeg kon in de beslissende fase van het kampioenschap opnieuw geen vuist maken, en zakte naar het einde van het seizoen steeds verder weg naar de middenmoot van het klassement. Hoewel voorzitter Verelst tijdens de winterstop vier aankopen (Cousin, Kokot, Lacroix, Mulisa) had gedaan die de club moesten verzekeren van ten minste de eindronde, bleek er geen fut meer te zitten in het elftal van Czernia. Beveren leek in vrije val, en de vaak gecontesteerde coach werd nog voor het einde van het seizoen de deur gewezen. Beveren strandde op een 13de stek.

### 2010: het tijdelijke einde van de eerste ploeg
In 2009 probeerde men door Johan Boskamp terug naar de club te halen en hem voor 3 seizoenen te laten tekenen een driejarenplan op te stellen, waarbij een grote rol was weggelegd voor Belgische jeugdspelers. Johan Boskamp werd echter op 27 december 2009 ontslagen wegens tegenvallende resultaten mede veroorzaakt door zijn lange afwezigheid door het oplopen van een ernstige longinfectie. Het ambitieuze KSK Beveren stond op dat moment op de voorlaatste plaats in de Belgische Tweede Klasse. Boskamp werd ad interim vervangen door David Penneman. Op 22 april 2010 raakte bekend dat KSK Beveren geen licentie voor Tweede Klasse zou aanvragen, de club degradeerde vrijwillig naar Derde Klasse. Onder druk van de Beverense burgemeester Marc Van de Vijver wilde men in het voorjaar van 2010 de eerste ploeg en de jeugdploegen laten fuseren met RS Waasland, het Beverense gemeentebestuur eigenaar van het Freethiel stadion weigerde om te blijven investeren in de infrastructuur indien de club in Derde Klasse zou aantreden. Omdat de aanvraag volgens de reglementen van de Belgische Voetbalbond niet tijdig waren ingediend, wou men de fusie uitstellen tot na het seizoen 2010/11. Echter in plaats daarvan besliste KSK Beveren niet toe te geven aan de politieke druk en de eer aan zichzelf te houden door het daarop volgende seizoen niet langer met de herenploeg in de competitie aan te treden, maar enkel nog met zijn jeugdploegen. Hierdoor ging de fusie niet door. Om voet aan grond te krijgen in Beveren veranderde RS Waasland in KVRS Waasland - SK Beveren en ging deze club in het seizoen 2011/12 in het stadion van KSK Beveren spelen. Mede daardoor kwam er een tijdelijk einde aan het 75-jarige bestaan van het eerste elftal van KSK Beveren.
Het stamnummer werd niet geschrapt: KSK Beveren was in 2009 begonnen met een damesploeg, waardoor de club met stamnummer 2300 actief kon blijven in het vrouwenvoetbal.
In januari 2011 richtten supporters van KSK Beveren die zich niet konden vinden met het verdwijnen van de originele herenploeg de vzw Eskabee 1935 op, om KSK Beveren te laten herleven als een volwaardige voetbalclub. De vzw Eskabee 1935 slaagde in zijn opzet en sloot zich aan bij de KBVB met de nieuwe voetbalclub Yellow Blue Beveren en stamnummer 9577. Vanaf 2011/12 ging die club van start op het allerlaagste niveau, Vierde provinciale.

### Stamnummer 2300
In 2018 probeerde Yellow Blue Beveren voor een eerste keer het oorspronkelijk stamnummer 2300 in handen te krijgen door een poging tot fuseren met de vzw KSK Beveren.  De bedoeling was opnieuw een herenploeg op te starten onder het stamnummer 2300. Aangezien er tussen Waasland-Beveren en KSK Beveren in 2011 contractuele afspraken werden gemaakt omtrent de vzw en het stamnummer 2300 waarin was opgenomen dat er zonder wederzijdse toestemming geen mannenploeg meer mocht uitkomen onder stamnummer 2300, wou de KBVB niet over deze aanvraag beslissen. Zowel KSK Beveren als Yellow Blue tekenden beroep aan bij het Belgisch Arbitragetribunaal voor de Sport (BAS). Waasland-Beveren was in deze procedure vrijwillig tussengekomen en had haar bezwaar tegen deze fusie kenbaar gemaakt door opnieuw te verwijzen naar de bestaande overeenkomsten. Het BAS heeft in juni 2019 het hoger beroep van KSK Beveren en Yellow Blue ongegrond verklaard waardoor de fusie tussen beiden niet werd goedgekeurd. Op woensdag 13 november 2019 daagde de vzw KSK Beveren de club Waasland-Beveren voor de Ondernemingsrechtbank in Gent, afdeling Dendermonde om opnieuw het stamnummer te kunnen gebruiken voor het heren en jeugdvoetbal. 
Op 1 juli 2020 deed de rechtbank een uitspraak en oordeelde dat de overeenkomst niet eenzijdig kon ontbonden worden, KSK Beveren tekende beroep aan tegen deze uitspraak. Eind oktober 2021 kwam Waasland-Beveren volledig in Amerikaanse handen en werd op bestuurlijk niveau volledig gebroken met het verleden. Op woensdag 3 november 2021 verstuurde de nieuwe CEO van Waasland-Beveren Antoine Gobin een aangetekend schrijven naar het bestuur van KSK Beveren. Hierin reikte hij het bestuur van KSK Beveren de hand om samen een oplossing te vinden zodat KSK Beveren en zijn stamnummer opnieuw op de Freethiel kunnen spelen. Na een algemene vergadering gehouden op donderdag 4 november 2021 stemde de AV leden in om een verkennend gesprek te voeren met de CEO van Waasland-Beveren. Op 6 juni 2022 kwam de Algemene Vergadering van de vzw KSK Beveren opnieuw samen om te stemmen over een samenwerking met Waasland-Beveren. Op deze Algemene Vergadering werd beslist om een akkoord te sluiten waarmee een jammerlijke periode uit de Beverse voetbalgeschiedenis tot het verleden behoorde. In het akkoord tussen Waasland-Beveren en KSK Beveren stond onder andere dat het stamnummer 2300 van KSK Beveren terug vrijgegeven werd voor mannenvoetbal. In dit akkoord zat ook dat KSK Beveren in ruil hiervoor toestemming gaf dat haar historisch logo en de roepnaam door Waasland-Beveren mag gebruikt worden.
Waasland-Beveren heet sinds 1 juli 2022 SK Beveren en speelt onder stamnummer 4068 van FC Red Star Haasdonk in de Challenger Pro League, KSK Beveren nam de plaats over van Yellow Blue SK Beveren en speelt opnieuw met een mannenploeg onder het stamnummer 2300.

### 2022: een nieuwe start
Door het akkoord tussen Waasland-Beveren en KSK Beveren startte in het seizoen 2022-2023 voor het eerst sinds 2010 opnieuw een mannenploeg onder het stamnummer 2300 en dit in 1e Provinciale Oost-Vlaanderen. Als onderdeel van het akkoord werd ook toestemming gegeven om een aantal keer per seizoen op de Freethiel te spelen. Het Stadion waar KSK Beveren van bij zijn oprichting in 1935 tot de tijdelijke opheffing in 2010 al zijn thuiswedstrijden speelde. Op zaterdag 17 september speelde KSK Beveren voor het eerst in 12 jaar opnieuw een officiële wedstrijd op de Freethiel tegen buur Svelta Melsele. De wedstrijd werd bijgewoond door meer dan 1000 fans en gewonnen door Beveren met 1-0. In hetzelfde seizoen deed Beveren voor het eerst mee aan de Fenix Trophy. Een Europese competitie tussen clubs die volgens het principe van Supporters Direct handelen, dwz fan owned clubs. De eerste Europese wedstrijd sinds 2005 werd op dinsdag 15 november 2022 gespeeld op Engelse bodem tegen FC United of Manchester in Broadhurst Park en werd desondanks een gelijk oplopende wedstrijd met 4-1 verloren. Een week later op donderdag 24 november volgde de 2e Europese wedstrijd thuis tegen het Spaanse CD Cuenca-Mestallistes die met 4-1 gewonnen werd. In haar eerste seizoen deed KSKB lang mee voor de titel in 1e Provinciale uiteindelijk eindigde het 4e in haar reeks. Hierdoor mocht het meedoen aan de interprovinciale eindronde voor promotie naar 3e amateur. In de eerste ronde werd het echter al uitgeschakeld door het Vlaams Brabantse Fenixx Beigem Humbeek met 2-0. In het tussenseizoen werd ex-speler Robby Buyens aangesteld als sportief manager, dit om de ambitie kracht bij te zetten zijnde promotie afdwingen naar 3e amateur.  Tijdens het seizoen 2023-24 werd na een aantal teleurstellende resultaten op 2 oktober 2023 de samenwerking met trainer Kristof Smet stopgezet. Een paar dagen later werd Mathias Smet die overkwam van buur Svelta Melsele aangesteld als nieuwe trainer.   Beveren eindigde het seizoen 2023-24 desondanks de ambitie om te promoveren op een teleurstellende 4e plaats. Ook de eindronde bracht geen beterschap aangezien het al in de 1e ronde werd uitgeschakeld door het Limburgse Weerstand Koersel dat op zondag 5 mei 2024 met 1-2 won in het Freethiel stadion. Beveren deed tijdens het seizoen 2023-24 ook mee aan de Fenix Trophy. Beide wedstrijden tegen het Engelse Lewes FC werden verloren met 4-0 en 1-3. Het andere team in de groepsfase was het Noorse Oslo City FC, daar werd thuis tegen gewonnen met 1-0, voor de terugwedstrijd werd forfait gegeven omdat de speeldag samen viel met de interprovinciale eindronde. Halverwege het seizoen 2024-25 werd begin december Mathias Smet ontslagen vanwege tegenvallende resultaten. Robby Buyens sportief manager bij de club nam de resterende wedstrijden in december als interim over, eind december werd hij officieel aangesteld als trainer van KSK Beveren tot het einde van het seizoen. Desondanks er dat seizoen uitzonderlijk twee rechtstreekse stijgers vanuit 1e provinciale naar 3e amateur waren strandde KSKB op een derde plaats in de rangschikking. In de eindronde voor promotie ging het er net zoals in de voorbije 2 jaar er in de eerste ronde uit, ditmaal tegen KFC Wambeek-Ternat. Op 13 april 2025 werd bekend dat Chris Janssens als nieuwe hoofdtrainer werd aangesteld voor het seizoen 2025-26. Op zaterdag 5 juli 2025 speelde KSKB voor het eerst met hun mannenploeg op Sportcomplex Glazenleeuw, de tegenstander van deze oefenwedstrijd was SK Beveren.

## Spelerskern 2025-2026
| No.           | Naam                  | Nationaliteit | Geboortedatum | Vorige club              |
| ------------- | --------------------- | ------------- | ------------- | ------------------------ |
| Keepers       |                       |               |               |                          |
|               | Jonas Aeyels          | België        | 26-03-1998    | FC Lebbeke               |
|               | Finnegan Keeble       | België        | 24-02-2005    | zonder club              |
|               | Junior Barro          | België        | 26-07-2003    | KVK Svelta Melsele       |
| Verdedigers   |                       |               |               |                          |
|               | Abdelsamad Boulahmoum | België        | 03-08-1999    | VW Hamme                 |
|               | Mike Smet             | België        | 06-03-1991    | KSK Heist                |
|               | Niels De Pauw         | België        | 19-01-1996    | HSV Hoek                 |
|               | Ward Huygens          | België        | 07-03-1997    | VW Hamme                 |
|               | Arnold Mulume         | België        | 11-02-1994    | Daring Club Motema Pembe |
|               | Dylan Van Camp        | België        | 27-03-2002    | Beerschot                |
|               | Forgwen Gima          | België        | 03-09-2004    | SK Lokeren Doorslaar     |
| Middenvelders |                       |               |               |                          |
|               | Hervé Telen           | België        | 24-12-1995    | Rupel Boom FC            |
|               | Emiel De Schepper     | België        | 05-03-2002    | Waasland-Beveren         |
|               | Warre Ponnet          | België        | 25-12-2001    | VW Hamme                 |
|               | Cédric Praet          | België        | 16-06-2004    | KFV Hedes                |
|               | Seppe Troch           | België        | 23-10-2006    | VW Hamme                 |
|               | Mathias Pijl          | België        | 06-12-2005    | KVV Zelzate              |
|               | Sami Kandil           | België        | 17-02-2005    | VW Hamme                 |
|               | Adam Ben Jeddour      | België        | 30-05-2006    | KVK Svelta Melsele       |
| Aanvallers    |                       |               |               |                          |
|               | Charles Kwateng       | België        | 27-05-1997    | Lyra-Lierse              |
|               | Bo De Meyer           | België        | 08-02-2000    | KVV Sint-Denijs Sport    |
|               | Yentl Van De Velde    | België        | 23-11-1995    | FC Lebbeke               |
|               | Tjorven Melens        | België        | 03-02-1997    | Avanti Stekene           |
|               | Kaba Mory             | België        | 20-08-2003    | VW Hamme                 |
|               | Jean Baptist Monden   | België        | 21-01-2004    | Rupel-Boom               |

## Erelijst
Landskampioen
0winnaar 0(2): 01978–79, 1983–84
Beker van België
0winnaar 0(2): 01978, 1983
0finalist 00(3):0 1980, 1985, 2004
Belgische Supercup
0winnaar 0(2): 01979, 1984
0finalist 00(2): 01980, 1983
Tweede Klasse
0winnaar 0(4): 01966-67, 1972-73, 1990-91, 1996-97
Derde Klasse
0winnaar 0(1):  1965-66
Bevordering
0winnaar 0(1):  1962-63

### Individuele trofeeën
Topscorer
19790 Erwin Albert
Gouden Schoen
1978 0Jean-Marie Pfaff
1979 0Jean Janssens

## Bekende oud-spelers
In januari 2021 hield de vzw KSK Beveren een verkiezing van "de Beverese elf". De volgende spelers werden door de supporters verkozen tot het beste elftal KSK Beveren-spelers van 1935 tot 2010.

## Trainers
- 1935-1940 Jos Hanssen
- 1940-1945 Bob Paverick en Clem Hoydonckx
- 1945-1951 Jos Demolie
- 1951-1952 Bieken Van Den Ouden
- 1952-1953 Ferre Van Hoeck (speler-trainer)
- 1953-1954 René De Zutter (speler-trainer)
- 1954-1956 Staf Schouwaerts
- 1956-1957 Ferre Van Hoeck
- 1957-1959 John Mortelmans
- 1959-1960 Willem Raetinckx
- 1960-1965 Fons De Winter
- 1965-1966 Omer Van Boxelaer
- 1966-1969 Guy Thys
- 1969-1972 Ward Volckaert
- 1972-1974 Rik Matthijs
- 1974-1975 Jef Jurion
- 1975-1978 Urbain Braems
- 1978-1981 Robert Goethals (technisch directeur) - Rik Pauwels (trainer)
- 1981-1984 Urbain Braems
- 1984-1986 Rik Pauwels
- 1986-1988 Ladislav Novák , Eddy Roelandt
- 1988-1989 René Desaeyere
- 1989-1990 Rik Pauwels , Eddy Roelandt ,Johan Boskamp
- 1990-1992 Johan Boskamp
- 1992-1995 Jos Daerden
- 1995-1996 René Desaeyere , Dimitri Davidović , Barry Hulshoff
- 1996-1997 Paul Theunis
- 1997-1998 Paul Theunis , Bert Van Puymbroeck , Stany Gzil
- 1998-1999 Stany Gzil
- 1999-2001 Emilio Ferrera
- 2001-2002 Jean-Marc Guillou , Régis Laguesse , Thierry Pister
- 2002-2005 Herman Helleputte
- 2005-2006 Vincent Dufour , Edy De Bolle
- 2006-2007 Walter Meeuws, Edy De Bolle
- 2007-2008 Alex Czerniatynski, Bart Selleslags
- 2008-2009 Alex Czerniatynski
- 2009-2010 Johan Boskamp, David Penneman
- 2022-2023 Kristof Smet
- 2023-2024 Matthias Smet
- 2024-2025 Robby Buyens
- 2025-heden Chris Janssens

## Voorzitters (vanaf 1970)
Apotheker Jan van Ussel voorzitter van 1978 tot 1990 bij SK Beveren, was de meest succesvolle voorzitter in de geschiedenis van de Wase club. Hij vierde 2 kampioenschappen en 2 Beker overwinningen met de club. Zijn afscheid was echter in mineur met een degradatie naar 2e Klasse.
- ....-1978 Louis Verhaert
- 1978-1990 Jan van Ussel
- 1990-1997 Gerry Smet
- 1997-2007 Frans van Hoof
- 2007-2010 Dirk Verelst
- 2010-heden André Bolsens

## Resultaten

### In Europa
KSK Beveren speelt sinds 1970 in diverse Europese competities. Hieronder staan de competities en in welke seizoenen de club deelnam:
- Europacup I

1979/80, 1984/85
- Europacup II

1978/79, 1983/84
- UEFA Cup

1981/82, 1986/87, 1987/88, 2004/05
- Intertoto Cup

1995
- Jaarbeursstedenbeker

1970/71
- Fenix Trophy

2022/23, 2023/24

### Beveren in de Belgische competitie

#### Dames
| Seizoen | Reeks           | Niveau | Plaats | Punten | Beker        | Opmerkingen                                                              |
| ------- | --------------- | ------ | ------ | ------ | ------------ | ------------------------------------------------------------------------ |
| 2015/16 | Derde klasse A  | 4      | 6      | 42     | Tweede ronde | Gepromoveerd door competitiehervorming en winst in eindronde tegen Gooik |
| 2016/17 | Tweede klasse A | 3      | 4      | 40     | Tweede ronde |                                                                          |
| 2017/18 | Tweede klasse A | 3      |        |        | ?            |                                                                          |

#### Heren
| 1943/44 |    |    |     |     | 4   |     | Tweede Prov. O-Vl.                                       | 36                                                       |                                                                           |                                                          |                                           |                                           |
| 1945/46 |    |    |     |     | 4   |     | Tweede Prov. O-Vl.                                       | 41                                                       |                                                                           |                                                          |                                           |                                           |
| 1946/47 |    |    |     |     | 2   |     | Tweede Prov. O-Vl.                                       | 45                                                       |                                                                           |                                                          |                                           |                                           |
| 1947/48 |    |    |     |     | 8   |     | Tweede Prov. O-Vl.                                       | 32                                                       |                                                                           |                                                          |                                           |                                           |
| 1948/49 |    |    |     |     | 1   |     | Tweede Prov. O-Vl.                                       | 47                                                       |                                                                           |                                                          |                                           |                                           |
| 1949/50 |    |    | 4   |     |     |     | Bevordering B                                            | 34                                                       |                                                                           |                                                          |                                           |                                           |
| 1950/51 |    |    | 7   |     |     |     | Bevordering B                                            | 30                                                       |                                                                           |                                                          |                                           |                                           |
| 1951/52 |    |    | 5   |     |     |     | Bevordering B                                            | 35                                                       |                                                                           |                                                          |                                           |                                           |
|         | I  | II | III | IV  | P.I | P.2 | Vanaf 1952/53 zijn er 4 nationale niveaus                | Vanaf 1952/53 zijn er 4 nationale niveaus                | Vanaf 1952/53 zijn er 4 nationale niveaus                                 | Vanaf 1952/53 zijn er 4 nationale niveaus                | Vanaf 1952/53 zijn er 4 nationale niveaus | Vanaf 1952/53 zijn er 4 nationale niveaus |
| 1952/53 |    |    | 4   |     |     |     | Derde Klasse B                                           | 34                                                       |                                                                           |                                                          |                                           |                                           |
| 1953/54 |    |    | 9   |     |     |     | Derde Klasse A                                           | 28                                                       |                                                                           |                                                          |                                           |                                           |
| 1954/55 |    |    | 13  |     |     |     | Derde Klasse B                                           | 22                                                       |                                                                           |                                                          |                                           |                                           |
| 1955/56 |    |    | 8   |     |     |     | Derde Klasse A                                           | 28                                                       |                                                                           |                                                          |                                           |                                           |
| 1956/57 |    |    | 12  |     |     |     | Derde Klasse B                                           | 26                                                       |                                                                           |                                                          |                                           |                                           |
| 1957/58 |    |    | 12  |     |     |     | Derde Klasse A                                           | 24                                                       |                                                                           |                                                          |                                           |                                           |
| 1958/59 |    |    | 13  |     |     |     | Derde Klasse B                                           | 21                                                       |                                                                           |                                                          |                                           |                                           |
| 1959/60 |    |    | 15  |     |     |     | Derde Klasse B                                           | 14                                                       |                                                                           |                                                          |                                           |                                           |
| 1960/61 |    |    |     | 2   |     |     | Vierde Klasse D                                          | 44                                                       | evenveel punten als KSV Sottegem, maar meer verliesmatchen                |                                                          |                                           |                                           |
| 1961/62 |    |    |     | 3   |     |     | Vierde Klasse B                                          | 38                                                       |                                                                           |                                                          |                                           |                                           |
| 1962/63 |    |    |     | 1   |     |     | Vierde Klasse B                                          | 54                                                       |                                                                           |                                                          |                                           |                                           |
| 1963/64 |    |    | 3   |     |     |     | Derde Klasse B                                           | 38                                                       |                                                                           |                                                          |                                           |                                           |
| 1964/65 |    |    | 3   |     |     |     | Derde Klasse A                                           | 34                                                       |                                                                           |                                                          |                                           |                                           |
| 1965/66 |    |    | 1   |     |     |     | Derde Klasse B                                           | 45                                                       |                                                                           |                                                          |                                           |                                           |
| 1966/67 |    | 1  |     |     |     |     | Tweede Klasse                                            | 43                                                       | evenveel punten als ROC de Charleroi                                      |                                                          |                                           |                                           |
| 1967/68 | 13 |    |     |     |     |     | Eerste Klasse                                            | 25                                                       |                                                                           |                                                          |                                           |                                           |
| 1968/69 | 6  |    |     |     |     |     | Eerste Klasse                                            | 33                                                       |                                                                           |                                                          |                                           |                                           |
| 1969/70 | 5  |    |     |     |     |     | Eerste Klasse                                            | 36                                                       |                                                                           |                                                          |                                           |                                           |
| 1970/71 | 7  |    |     |     |     |     | Eerste Klasse                                            | 30                                                       |                                                                           |                                                          |                                           |                                           |
| 1971/72 | 16 |    |     |     |     |     | Eerste Klasse                                            | 16                                                       |                                                                           |                                                          |                                           |                                           |
| 1972/73 |    | 1  |     |     |     |     | Tweede Klasse                                            | 43                                                       |                                                                           |                                                          |                                           |                                           |
| 1973/74 | 10 |    |     |     |     |     | Eerste Klasse                                            | 27                                                       |                                                                           |                                                          |                                           |                                           |
| 1974/75 | 12 |    |     |     |     |     | Eerste Klasse                                            | 34                                                       |                                                                           |                                                          |                                           |                                           |
| 1975/76 | 6  |    |     |     |     |     | Eerste Klasse                                            | 44                                                       |                                                                           |                                                          |                                           |                                           |
| 1976/77 | 13 |    |     |     |     |     | Eerste Klasse                                            | 31                                                       |                                                                           |                                                          |                                           |                                           |
| 1977/78 | 5  |    |     |     |     |     | Eerste Klasse                                            | 40                                                       |                                                                           | Winnaar                                                  |                                           |                                           |
| 1978/79 | 1  |    |     |     |     |     | Eerste Klasse                                            | 49                                                       |                                                                           |                                                          |                                           |                                           |
| 1979/80 | 11 |    |     |     |     |     | Eerste Klasse                                            | 32                                                       |                                                                           | Finalist                                                 |                                           |                                           |
| 1980/81 | 4  |    |     |     |     |     | Eerste Klasse                                            | 41                                                       |                                                                           |                                                          |                                           |                                           |
| 1981/82 | 7  |    |     |     |     |     | Eerste Klasse                                            | 37                                                       |                                                                           |                                                          |                                           |                                           |
| 1982/83 | 6  |    |     |     |     |     | Eerste Klasse                                            | 40                                                       |                                                                           | Winnaar                                                  |                                           |                                           |
| 1983/84 | 1  |    |     |     |     |     | Eerste Klasse                                            | 51                                                       |                                                                           |                                                          |                                           |                                           |
| 1984/85 | 5  |    |     |     |     |     | Eerste Klasse                                            | 41                                                       |                                                                           | Finalist                                                 |                                           |                                           |
| 1985/86 | 5  |    |     |     |     |     | Eerste Klasse                                            | 40                                                       |                                                                           |                                                          |                                           |                                           |
| 1986/87 | 5  |    |     |     |     |     | Eerste Klasse                                            | 44                                                       |                                                                           |                                                          |                                           |                                           |
| 1987/88 | 14 |    |     |     |     |     | Eerste Klasse                                            | 27                                                       |                                                                           |                                                          |                                           |                                           |
| 1988/89 | 12 |    |     |     |     |     | Eerste Klasse                                            | 28                                                       |                                                                           |                                                          |                                           |                                           |
| 1989/90 | 17 |    |     |     |     |     | Eerste Klasse                                            | 24                                                       |                                                                           |                                                          |                                           |                                           |
| 1990/91 |    | 1  |     |     |     |     | Tweede Klasse                                            | 48                                                       |                                                                           |                                                          |                                           |                                           |
| 1991/92 | 12 |    |     |     |     |     | Eerste Klasse                                            | 29                                                       |                                                                           |                                                          |                                           |                                           |
| 1992/93 | 8  |    |     |     |     |     | Eerste Klasse                                            | 37                                                       |                                                                           |                                                          |                                           |                                           |
| 1993/94 | 9  |    |     |     |     |     | Eerste Klasse                                            | 33                                                       |                                                                           |                                                          |                                           |                                           |
| 1994/95 | 10 |    |     |     |     |     | Eerste Klasse                                            | 32                                                       |                                                                           |                                                          |                                           |                                           |
| 1995/96 | 17 |    |     |     |     |     | Eerste Klasse                                            | 27                                                       |                                                                           |                                                          |                                           |                                           |
| 1996/97 |    | 1  |     |     |     |     | Tweede Klasse                                            | 67                                                       |                                                                           |                                                          |                                           |                                           |
| 1997/98 | 16 |    |     |     |     |     | Eerste Klasse                                            | 32                                                       |                                                                           |                                                          |                                           |                                           |
| 1998/99 | 15 |    |     |     |     |     | Eerste Klasse                                            | 30                                                       |                                                                           |                                                          |                                           |                                           |
| 1999/00 | 15 |    |     |     |     |     | Eerste Klasse                                            | 35                                                       |                                                                           |                                                          |                                           |                                           |
| 2000/01 | 14 |    |     |     |     |     | Eerste Klasse                                            | 35                                                       |                                                                           |                                                          |                                           |                                           |
| 2001/02 | 18 |    |     |     |     |     | Eerste Klasse                                            | 14                                                       | degradatie vermeden door verdwijnen van RWDM en Eendracht Aalst           |                                                          |                                           |                                           |
| 2002/03 | 11 |    |     |     |     |     | Eerste Klasse                                            | 38                                                       |                                                                           |                                                          |                                           |                                           |
| 2003/04 | 12 |    |     |     |     |     | Eerste Klasse                                            | 38                                                       |                                                                           | Finalist                                                 |                                           |                                           |
| 2004/05 | 16 |    |     |     |     |     | Eerste Klasse                                            | 32                                                       |                                                                           |                                                          |                                           |                                           |
| 2005/06 | 16 |    |     |     |     |     | Eerste Klasse                                            | 33                                                       |                                                                           |                                                          |                                           |                                           |
| 2006/07 | 18 |    |     |     |     |     | Eerste Klasse                                            | 25                                                       |                                                                           |                                                          |                                           |                                           |
| 2007/08 |    | 9  |     |     |     |     | Tweede Klasse                                            | 48                                                       |                                                                           |                                                          |                                           |                                           |
| 2008/09 |    | 13 |     |     |     |     | Tweede Klasse                                            | 45                                                       |                                                                           |                                                          |                                           |                                           |
| 2009/10 |    | 18 |     |     |     |     | Tweede Klasse                                            | 36                                                       | Degradatieronde, koos voor vrijwillige degradatie en stopte uiteindelijk. |                                                          |                                           |                                           |
|         | 1A | 1B | 1Am | 2Am | 3Am | P.1 | Vanaf 2016-17 zijn er 3 nationale en 2 regionale niveaus | Vanaf 2016-17 zijn er 3 nationale en 2 regionale niveaus | Vanaf 2016-17 zijn er 3 nationale en 2 regionale niveaus                  | Vanaf 2016-17 zijn er 3 nationale en 2 regionale niveaus |                                           |                                           |
| 2022/23 |    |    |     |     |     | 4   | Eerste Prov. O-Vl.                                       | 47                                                       | Eindronde promotie, uitgeschakeld door Fenixx Beigem Humbeek              |                                                          |                                           |                                           |
| 2023/24 |    |    |     |     |     | 4   | Eerste Prov. O-Vl.                                       | 48                                                       | Eindronde promotie, uitgeschakeld door Weerstand Koersel                  |                                                          |                                           |                                           |
| 2024/25 |    |    |     |     |     | 3   | Eerste prov. O-Vl.                                       | 53                                                       | Eindronde promotie, uitgeschakeld door KFC Wambeek-Ternat                 |                                                          |                                           |                                           |
| 2025/26 |    |    |     |     |     |     | Eerste prov. O-Vl.                                       |                                                          |                                                                           |                                                          |                                           |                                           |

## Rivaliteit
Voetbalwedstrijden tussen KSK Beveren en Sporting Lokeren werden omschreven als de Derby van het Waasland.